# واين كينغ
واين كينغ (بالإنجليزية: Wayne King)‏ هو كاتب أغاني ومغني أمريكي، ولد في 16 فبراير 1901 في سافانا في الولايات المتحدة، وتوفي في 16 يوليو 1985 في براديس فالي في الولايات المتحدة.

## وصلات خارجية
- واين كينغ على موقع IMDb (الإنجليزية)
- واين كينغ على موقع ميوزك برينز (الإنجليزية)
- واين كينغ على موقع أول ميوزيك (الإنجليزية)
- واين كينغ على موقع ديسكوغز (الإنجليزية)